# وسيم النغموشي
وسيم نغموشي مواليد (17 أبريل 1996) هو لاعب كرة قدم تونسي يلعب كلاعب وسط.

## مسيرة اللاعب
لعب في الفئات السنية في جندوبة والترجي ومستقبل القصرين وأولمبي مدنين واتحاد بن ڨردان ونادي المقاولون العرب ونادي مسيمير.

## روابط خارجية
- وسيم نغموشي على موقع قاعدة بيانات كرة القدم.إي يو (الإنجليزية)